# Schaarse pantserwants
De schaarse pantserwants (Eurygaster maura) is een wants uit de familie Scutelleridae.

## Uiterlijk
De schaarse pantserwants is variabel van kleur en tekening (lichtere, brede dwarsstrepen op de rug). De kleuren variëren van lichtbruin, grijsbruin, geelgrijs. donkerbruin tot roodbruin. De tekening bestaat uit lichtere, brede dwarsstrepen op de rug, maar dat is niet altijd even duidelijk. Net als de andere soorten pantserwantsen heeft hij een breed eivormig lichaam en bedekt het scutellum het hele achterlijf. De lengte is 8,5–10 mm.
Hij lijkt veel op de in Nederland meer algemene gewone pantserwants (Eurygaster testudinaria ). Verschillen zijn: De bouw van de 'neus'. Bij de gewone pantserwants ligt de clypeus aan de voorkant van de kop iets dieper tussen de wangen verzonken en bij schaarse pantserwants ligt de clypeus in één vlak met de wangen. Bij wantsen wordt dat de tylus genoemd. (= de begrenzing tussen de wangen).
Er is verschil in de verhoudingen van de antennesegmenten. Bij de gewone pantserwants is het tweede segment van de antenne 1,5 keer langer dan het derde segment. Bij de schaarse pantserwants is het tweede segment van de antenne 2 keer langer dan het derde segment. De vorm van de schouders is bij de schaarse pantserwants iets smaller en stomper.

## Verspreiding en habitat
De soort komt voor in bijna heel Europa en Noord-Afrika en is in het oosten verspreid tot in Centraal-Azië. Hij komt ook voor in Noord-Amerika. In Nederland is hij vrij zeldzaam en wordt voornamelijk in het zuiden van het land gevonden. Hij heeft een voorkeur voor open, vrij droge leefgebieden of leefgebieden met lichte schaduw met vegetatie van grassen. Ze worden ook gevonden in graanvelden.

## Leefwijze
De wantsen leven op grassen (zoals struisgras (Agrostis), dravik (Bromus), kropaar (Dactylis) en zwenkgras (Festuca)) en op verschillende graansoorten. De oudere nimfen en volwassen wantsen vind je ook op andere planten, met name op planten uit de composietenfamilie zoals op centaurie (Centaurea), distels (Carduus), vederdistel (Cirsium) of kamille (Matricaria). De volwassen wantsen overwinteren. De vrouwtjes leggen eieren in het voorjaar aan de onderzijde van de bladeren. Na een paar weken komen de eieren uit en verschijnen de jonge nimfen. Na vijf vervellingen, zijn ze in juli, augustus volledig ontwikkeld en klaar om te overwinteren in de strooisellaag.

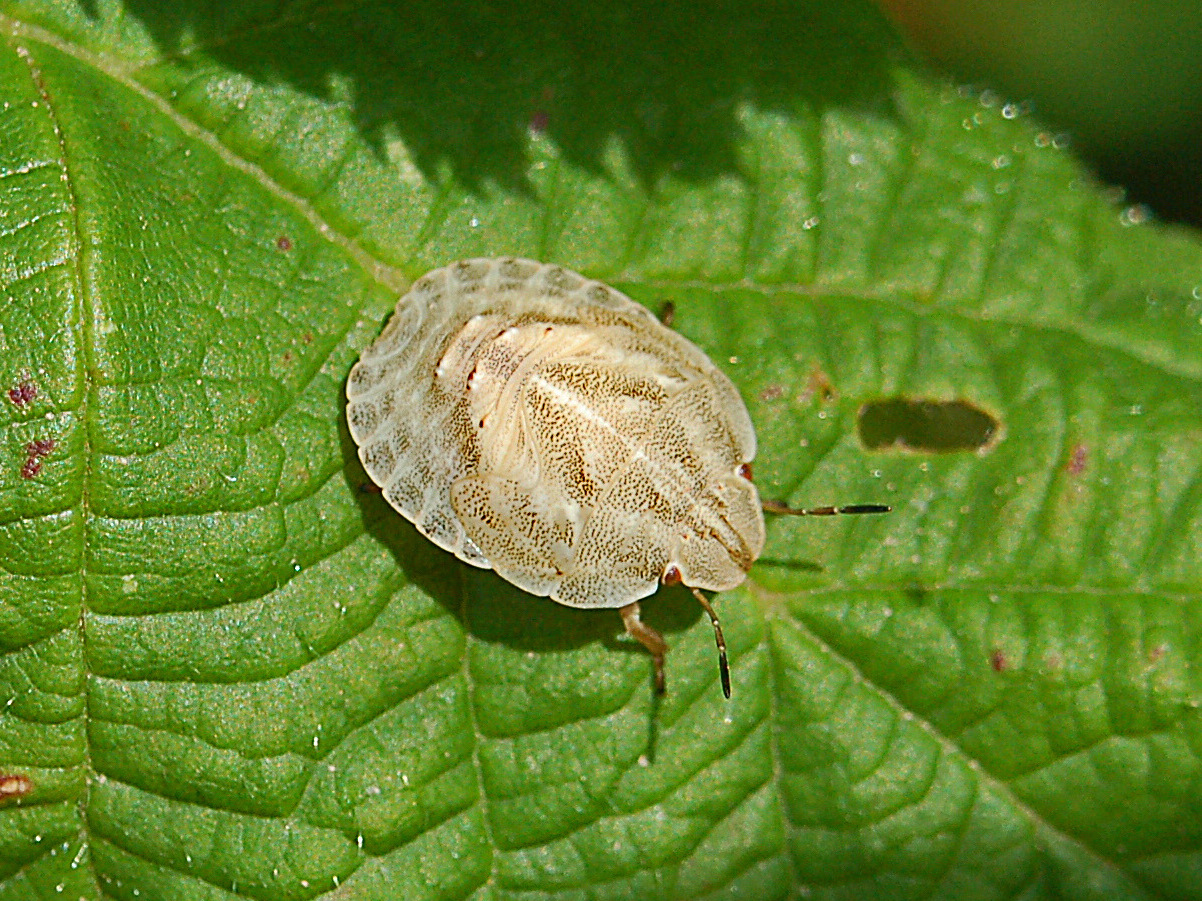
Nimf Eurygaster maura, schaarse pantserwants.